# جلال حجازی دهاقانی
جلال حجازی دهاقانی (متولد ۱۳۲۰) پژوهشگر مهندسی مواد و متالورژی و استاد بازنشستهٔ دانشگاه علم و صنعت ایران است. او در سال ۱۳۸۴ به‌عنوان چهره ماندگار معرفی شد.
او پدر آرش حجازی است.

## آثار
- شمش‌ریزی
- انجماد و اصول متالورژیکی ریخته‌گری
- اصول ریخته‌گری
- ریخته گری فلزات غیرآهنی